# Indiana Hoosiers
Indiana Hoosiers – nazwa drużyn sportowych Indiana University w Bloomington, biorących udział w akademickich rozgrywkach Big Ten Conference, organizowanych przez National Collegiate Athletic Association. 

## Sekcje sportowe uczelni

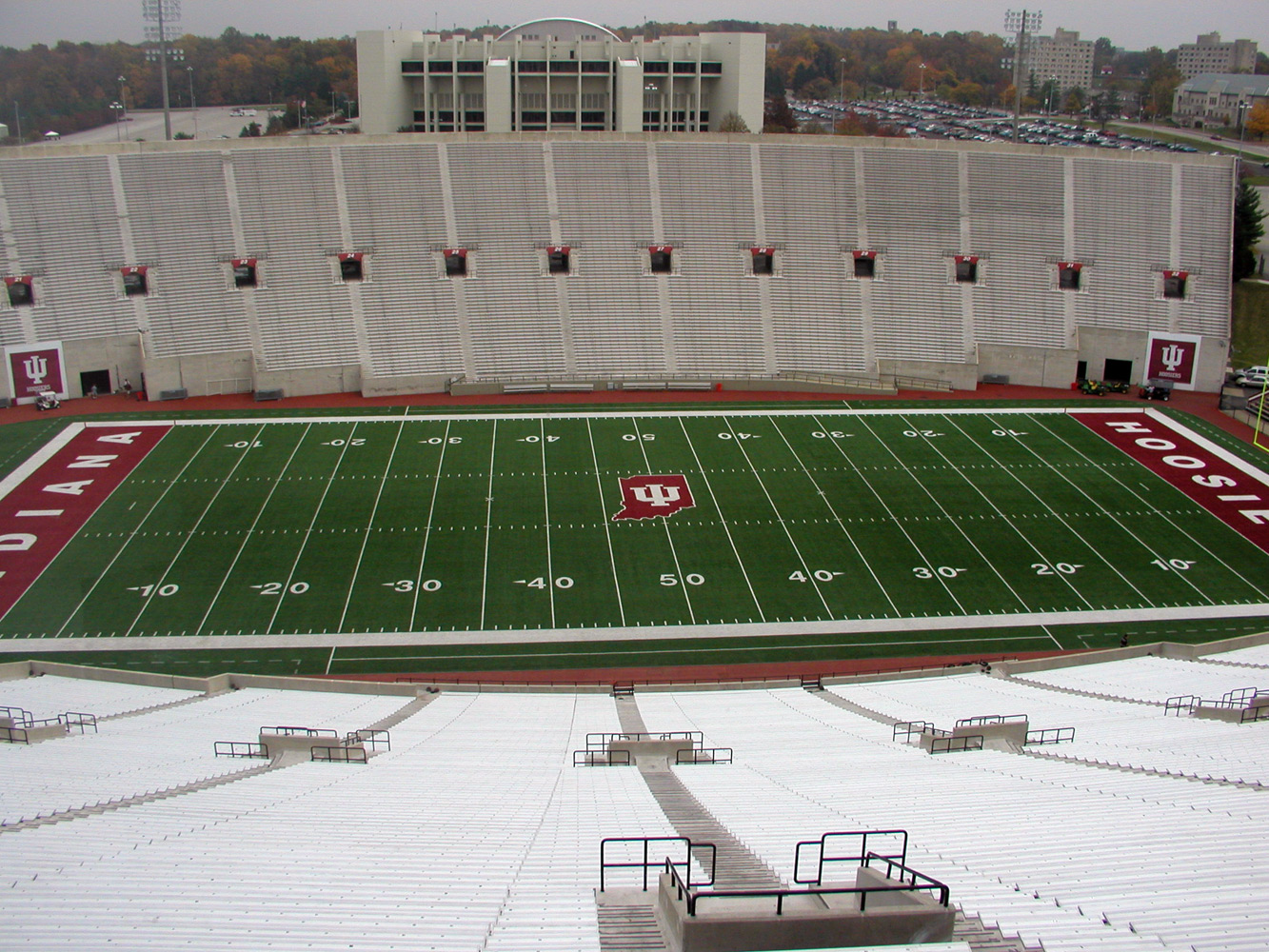
Memorial Stadium.

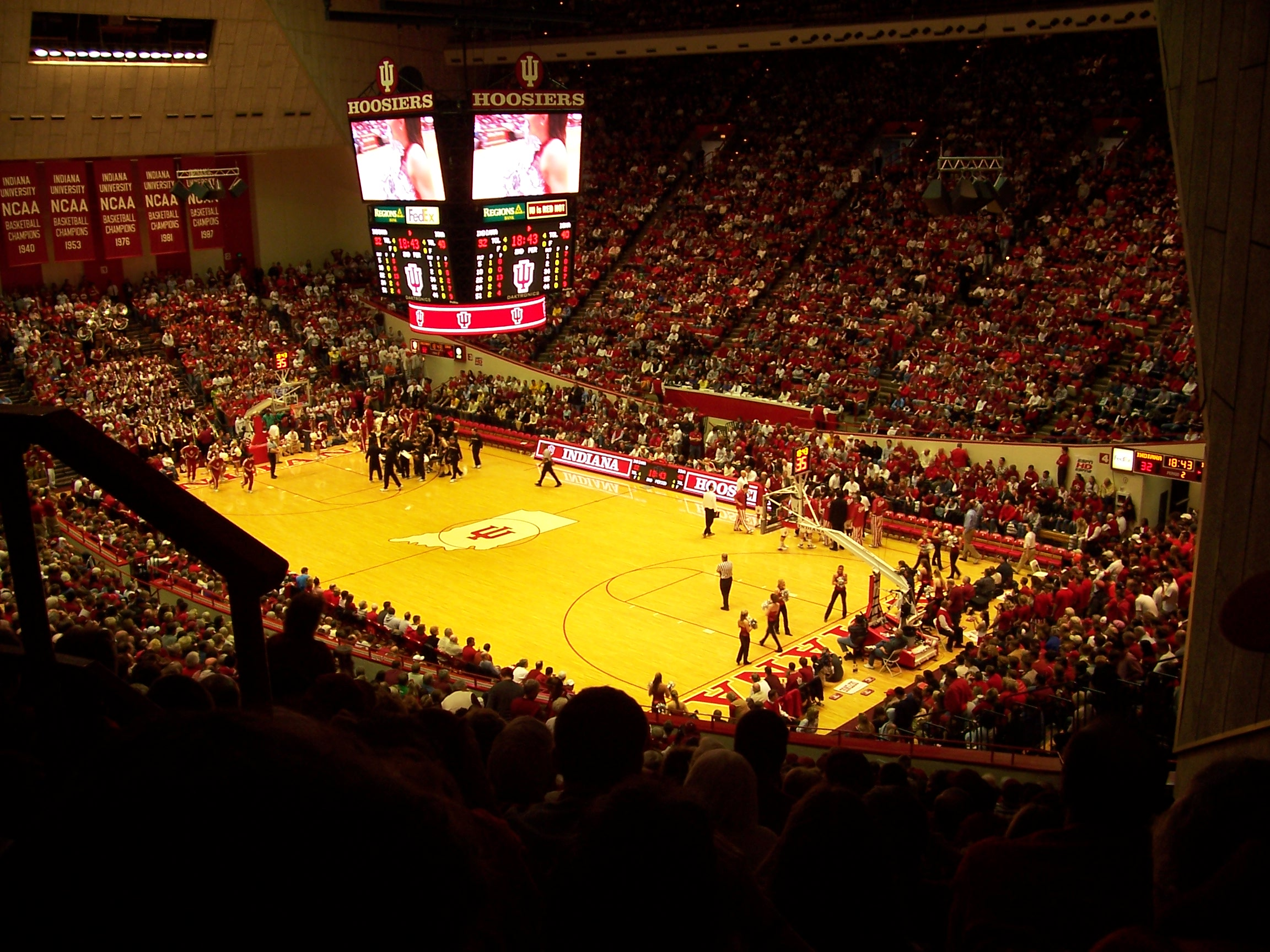
Assembly Hall.

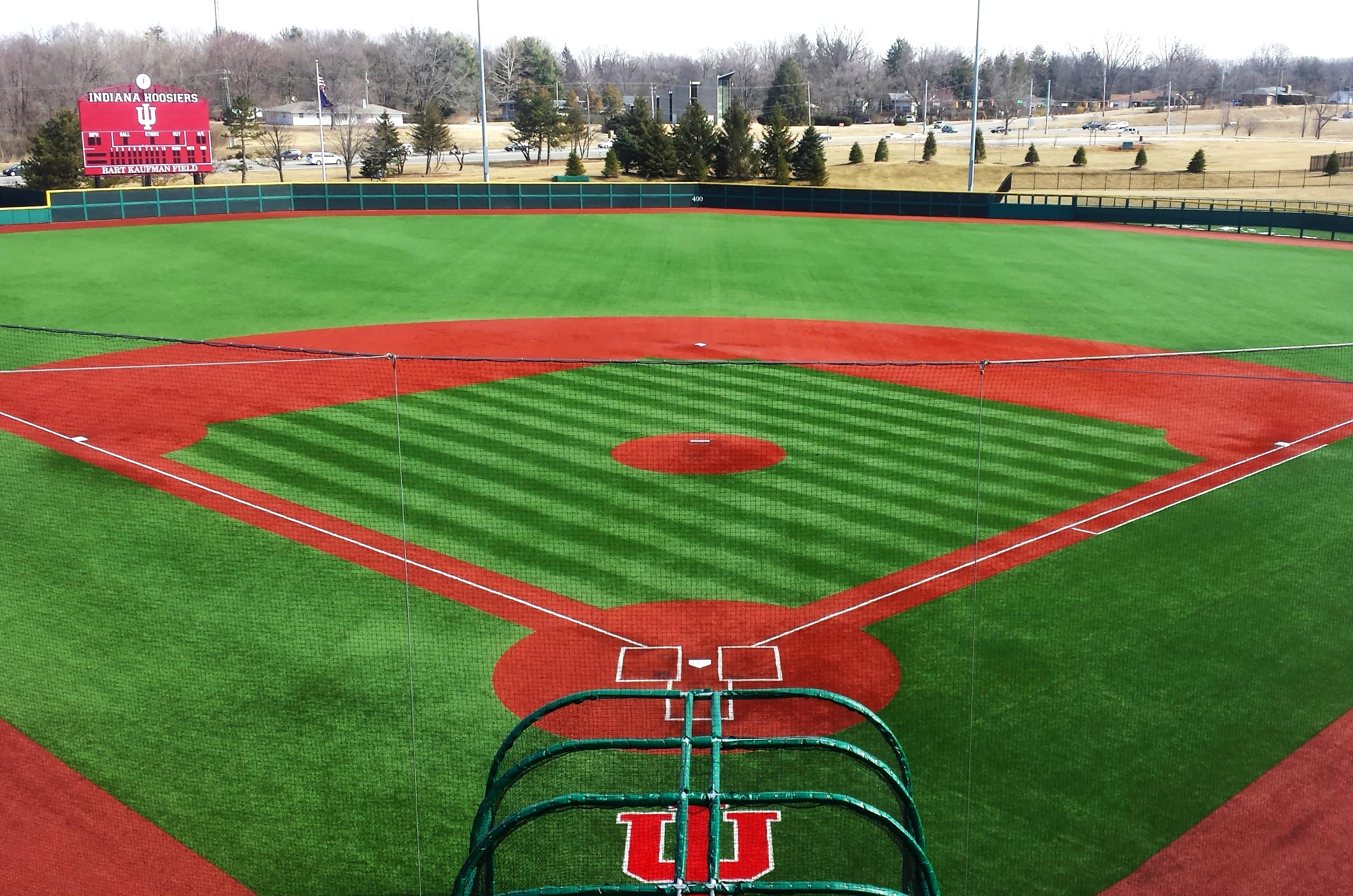
Bart Kaufman Field.

| Mężczyźni - baseball - bieg przełajowy (3): 1938, 1940, 1942 - futbol amerykański - golf - koszykówka (5): 1940, 1953, 1976, 1981, 1987 - lekkoatletyka (1): 1932 - piłka nożna (8): 1982, 1983, 1988, 1998, 1999, 2003, 2004, 2012 - pływanie (6): 1968, 1969, 1970, 1971, 1972, 1973 - tenis - zapasy (1): 1932 | Kobiety - bieg przełajowy - golf - hokej na trawie - koszykówka - lekkoatletyka - piłka nożna - piłka wodna - siatkówka - pływanie - softball - tenis - wioślarstwo |

W nawiasie podano liczbę tytułów mistrzowskich NCAA (stan na 1 lipca 2015)

## Obiekty sportowe
- Memorial Stadium – stadion futbolowy o pojemności 52 929 miejsc[3]
- Assembly Hall – hala sportowa o pojemności 17 472 miejsc, w której odbywają się mecze koszykówki[4]
- Bill Armstrong Stadium – stadion piłkarski o pojemności 6500 miejsc[5]
- Bart Kaufman Field – stadion baseballowy o pojemności 2500 miejsc[6]
- Robert C. Haugh Complex – stadion lekkoatletyczny pojemności 12 000 miejsc[7]
- University Gym – hala sportowa o pojemności 2000 miejsc, w której odbywają się mecze siatkówki[8]
- IU Tennis Center – korty tenisowe[9]
- Andy Mohr Field – stadion softballowy[10]
- IU Field Hockey Complex – boisko, na którym rozgrywane są mecze hokeja na trawie[11]
- Counsilman-Billingsley Aquatics Center – hala sportowa z pływalnią[12]
- Harry Gladstein Fieldhouse – hala lekkoatletyczna[13]